# 名古屋市消防局
名古屋市消防局（なごやししょうぼうきょく）は、愛知県名古屋市の消防部局（消防本部）。
1947年（昭和22年）に定められた消防組織法によって、従来は警察任務の一部であった消防業務が市町村の任務とされたことから、法律施行日の1948年（昭和23年）3月7日に発足した。

## 歴史
万治の大火（1660年）ののち、尾張藩によって寛文年間（1661年 - 1672年）に設置された火消組合が長らく名古屋の防火を担ってきたが、これは明治時代に消防組と改称された。1909年（明治42年）、名古屋市は翌年に控えた第10回関西府県連合共進会での防火・消防用に馬引き蒸気ポンプを購入。巡査2名をこの機関員として配置するとともに翌年1月には市内の消防組から10名を消防夫として割り当て、開催直前の3月には20名に増員した。共進会終了後、この装備と人員を引き継いで発足したのが名古屋市初の常設消防組織である名古屋市常備部消防隊で、詰所は当時の市役所内に置かれた。1919年（大正8年）には特設消防署規程が公布されたため、消防隊を改組して同年7月に中消防署と南消防署、中消防署門前町出張所が設置され、合計54名が消防活動に従事するようになった。以降、1939年（昭和14年）に市内4ヶ所となった消防署は1943年（昭和18年）12月には各区1ヶ所ずつの13ヶ所体制まで増備された。
1914年（大正3年）、ベンツ社製の消防ポンプ車を購入したのに始まり、以降ポンプ車や水管運搬用のオートバイなど車両の導入が進められた。1916年（大正11年）にはフィアット製のはしご車（梯子長12メートル）が、1935年（昭和10年）には市内の高層化に対応するためダイムラー・ベンツ製のポンプ付き機械式はしご車（梯子長30メートル）が導入されて、後者は1968年（昭和43年）まで運用された。また、1934年（昭和9年）には消防救護隊が発足して救急車による救護業務が行われるようになったが、これは戦時体制への移行によってすべての救急車と合わせて1944年（昭和19年）9月に警察部警備隊へと移管されている。
太平洋戦争終結後の1945年（昭和20年）10月1日、栄区の中区再編入（11月）に先駆けて橘消防署が廃止され、12消防署体制へ移行。約2,000名の消防職員は約1,400名に削減された。
1947年（昭和22年）、消防組織法の公布に伴って名古屋市でも再編計画が進められ、1,366名の消防職員を更に750名まで削減した上で名古屋市消防部として発足することになった。しかし、発足直前の1948年（昭和23年）3月4日に連合国軍最高司令官総司令部（GHQ）公安課主任消防行政官を務めるジョージ・ウィリアム・エンジェルが来名したことで事態は一変。エンジェルは名古屋市の規模などから職員の削減に反対するとともに「消防部ではなく消防局とすべき」との勧告を行なった。これによって3月6日に関係条例が公布され、3月7日に名古屋市消防局が発足した。
1949年（昭和24年）9月1日から救護業務を再開。翌年1月には港消防署内に水上課を設置し、水上消防業務を開始した。また、1973年（昭和48年）4月1日にはシュド・アビアシオン製アルウェットIIIを運用する消防航空隊を発足している。1997年3月に日産生命館高層ビル火災で17名を消防防災ヘリコプターとして初めて火災現場でホイストにより救助する。
平成になると1994年4月に中華航空140便墜落事故、2000年9月に東海豪雨
、2003年9月に名古屋立てこもり放火事件、2011年9月平成23年台風第15号水害など市内で大規模災害が発生し各機関と共に救助活動を行う。
1995年1月17日に阪神・淡路大震災が発生すると救助隊を派遣し神戸市西市民病院等で救助活動を行う。同年10月に緊急消防援助隊が発足するといち早く登録して、翌年の1996年12月に東京消防庁の消防救助機動部隊と共に緊急消防援助隊の初出場として長野県小谷村蒲原沢土石流災害に救助隊員を派遣した。以降、緊急消防援助隊として2003年8月の三重県廃棄物固形燃料発電所火災、2004年7月の福井豪雨災害、2004年10月の平成16年台風第23号豊岡市水災害、2011年3月11日の東北地方太平洋沖地震に伴う東日本大震災、2011年3月22日には福島第一原子力発電所事故、2014年9月の長野県御嶽山噴火災害に応援出場する。
さらに国際消防救助隊として1990年7月のフィリピン共和国地震災害、1993年12月のマレーシアビル倒壊災害、1997年9月のインドネシア森林火災、2008年5月の中華人民共和国四川大地震災害に特別消防隊（インドネシア森林火災には消防航空隊も含む）を派遣した。
2022年（令和4年）4月1日、愛知県消防ヘリコプター「わかしゃち」の運行が名古屋市消防航空隊へ委託され市有2機、県有1機の計3機体制となる。
2025年（令和7年）度より尾張旭市、瀬戸市、津島市、蟹江町、愛西市、海部東部消防組合、海部南部消防組合の各消防本部から通信指令業務を受託している。

## 組織
- 消防局
  - 総務部：総務課、職員課、施設課、消防団課
  - 予防部：予防課、規制課
  - 消防部：消防課、指令課
  - 救急部：救急課、救急救命研修所
  - 本部機動部隊：特別消防救助隊、本部救急隊、即応支援隊
  - 消防航空隊
  - 消防学校
  - 消防署

### 消防車の種類
名古屋市消防局は消防車、救急車をあわせて284台、消防艇1艇、指揮艇1挺、ヘリコプター2機（令和2年4月1日現在）を保有。  
- タンク車：106台 - すべての署所、特別消防救助隊及び、市消防学校に配置
- はしご車：20台 - 全本署(30m級,38m級)及び、志段味・山田・南陽・富田の4出張所(15m級)に配置[注 4]
- 高所活動車（MVF）：2台-大高・島田の2出張所に配置
- 大型化学高所放水車：2台 - 港本署と大同出張所に配置
- 化学車：4台 - 日置・豊が丘・押切・東築地の4出張所に配置
- 泡原液搬送車：1台 - 港本署に配置
- 排煙照明車：4台 - 千種・中村・港・瑞穂の4本署に配置
- クレーン車：1台 - 第四方面隊に配置
- 救助車：20台 - 一部出張所(各区1箇所,救助車II型：16台）及び第一〜第四方面隊（救助車III型・IV型：各2台）に配置
- 指揮官車：16台 - 全本署に配置
- 指揮車：20台 - 消防局・全本署及び、第一方面隊に配置
- 大型水槽車：1台 - 守山本署に配置
- 災害救援車（水難救助用）：1台 - 第一方面隊に配置
- 防災支援車：4台 - 北・中川・名東・緑の4本署に配置
- 輸送車（資機材搬送車）：12台 - 全本署のうち北・中川・名東・緑以外の本署に配置
- 特殊災害対応車：1台 - 第五方面隊に配置
- 特別高度工作車：1台 - 第二方面隊に配置
- 除染車：1台 - 昭和本署に配置
- 燃料補給車：1台 - 市消防学校に配置
- 消防艇：1挺 - 第五方面隊に配置 愛称は「金竜」
- 指揮艇：1挺 - 第五方面隊に配置 愛称は「飛竜」
- 大型放水砲搭載ホース延長車：1台 - 瑞穂本署に配置
- 大容量送水ポンプ車：1台 - 瑞穂本署に配置
- 消防活動二輪車：2台 - 名東本署に配置 愛称は「赤鯱」
- 航空電源車：1台 - 航空隊に配置
- 消防ヘリコプター：3機(1機は県の委託機) - 県営名古屋空港内の消防航空隊に配置　愛称は「のぶなが」と「ひでよし」。令和4年4月より愛知県消防防災ヘリコプター「わかしゃち」の運行も受託。

- 高規格救急車：48隊　(参考)66台 - 全本署・一部の出張所・第一～第四方面隊に配置

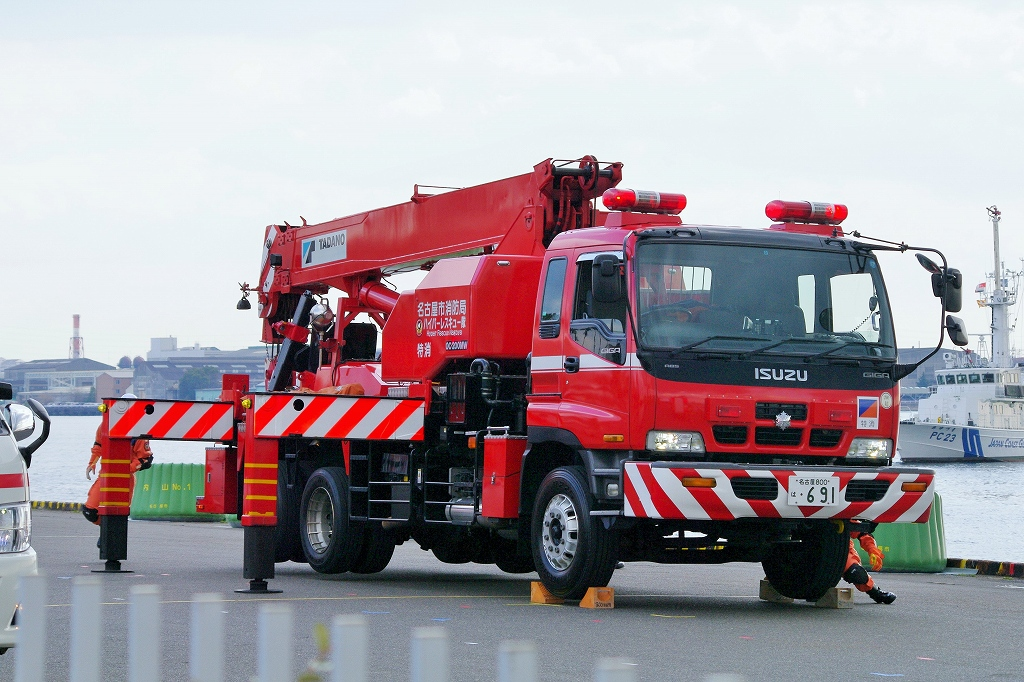
旧クレーン車（廃車済み） （第四方面隊配備）
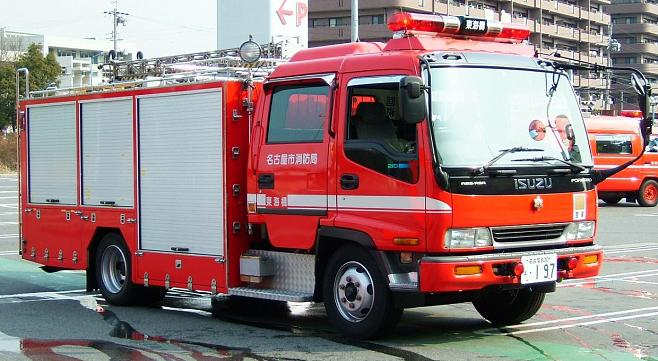
旧水槽付ポンプ自動車（タンク車）（廃車済み） （港消防署東海橋出張所配備）
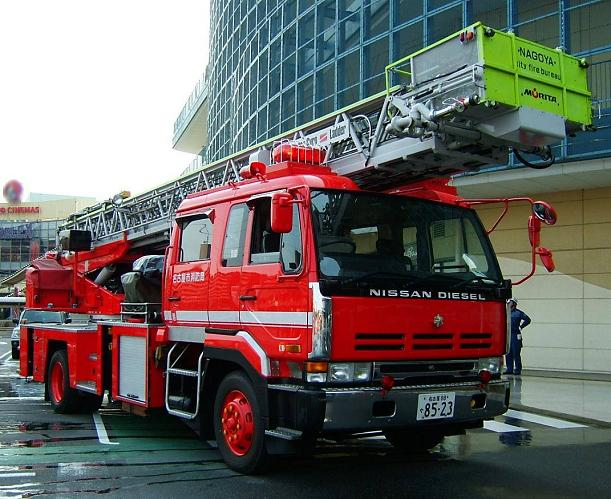
旧はしご付消防ポンプ自動車（はしご車）（廃車済み） （港消防署配備、30m級）
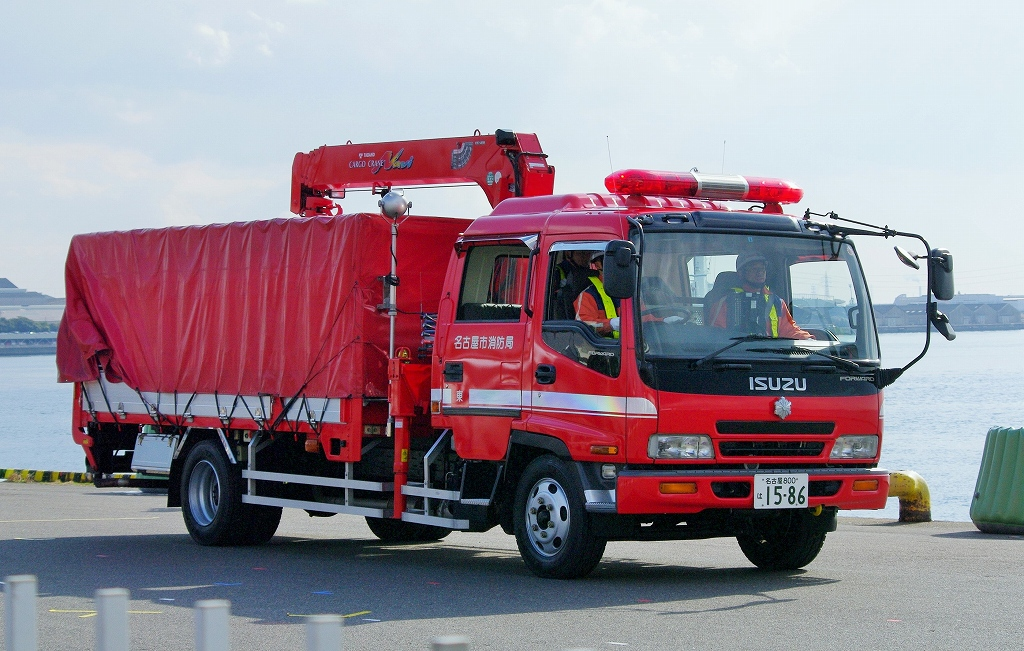
資機材搬送車（輸送車） （東消防署配備）
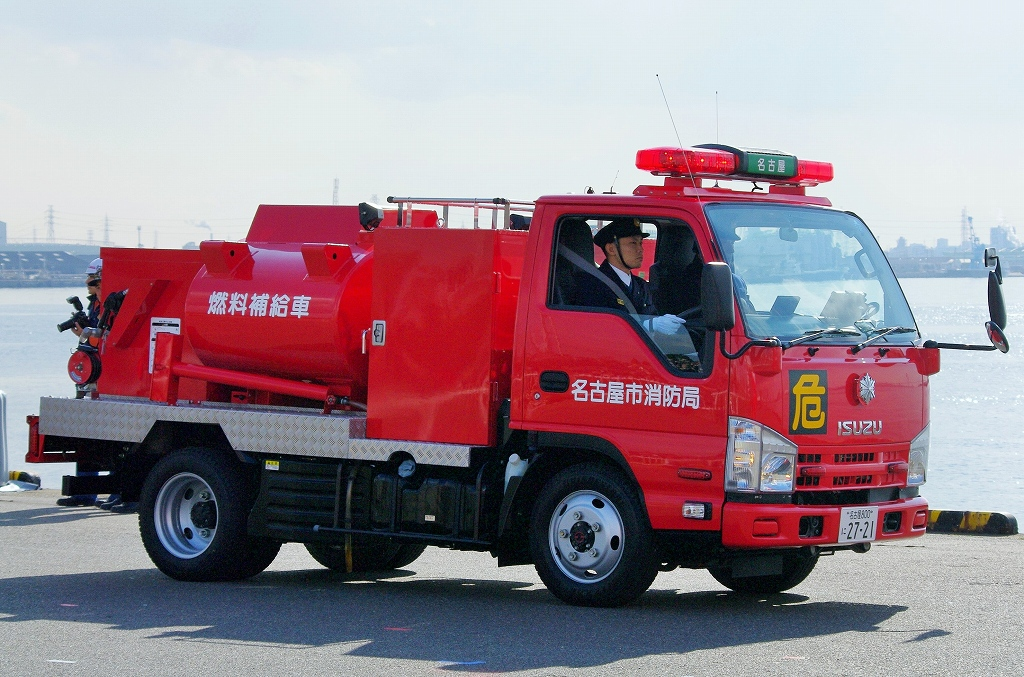
燃料補給車 （消防学校配備）
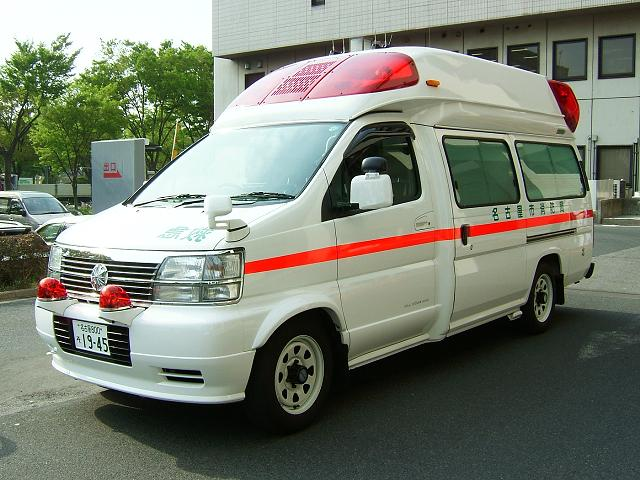
旧高規格救急自動車（高規格救急車）（廃車済み） （北消防署配備）
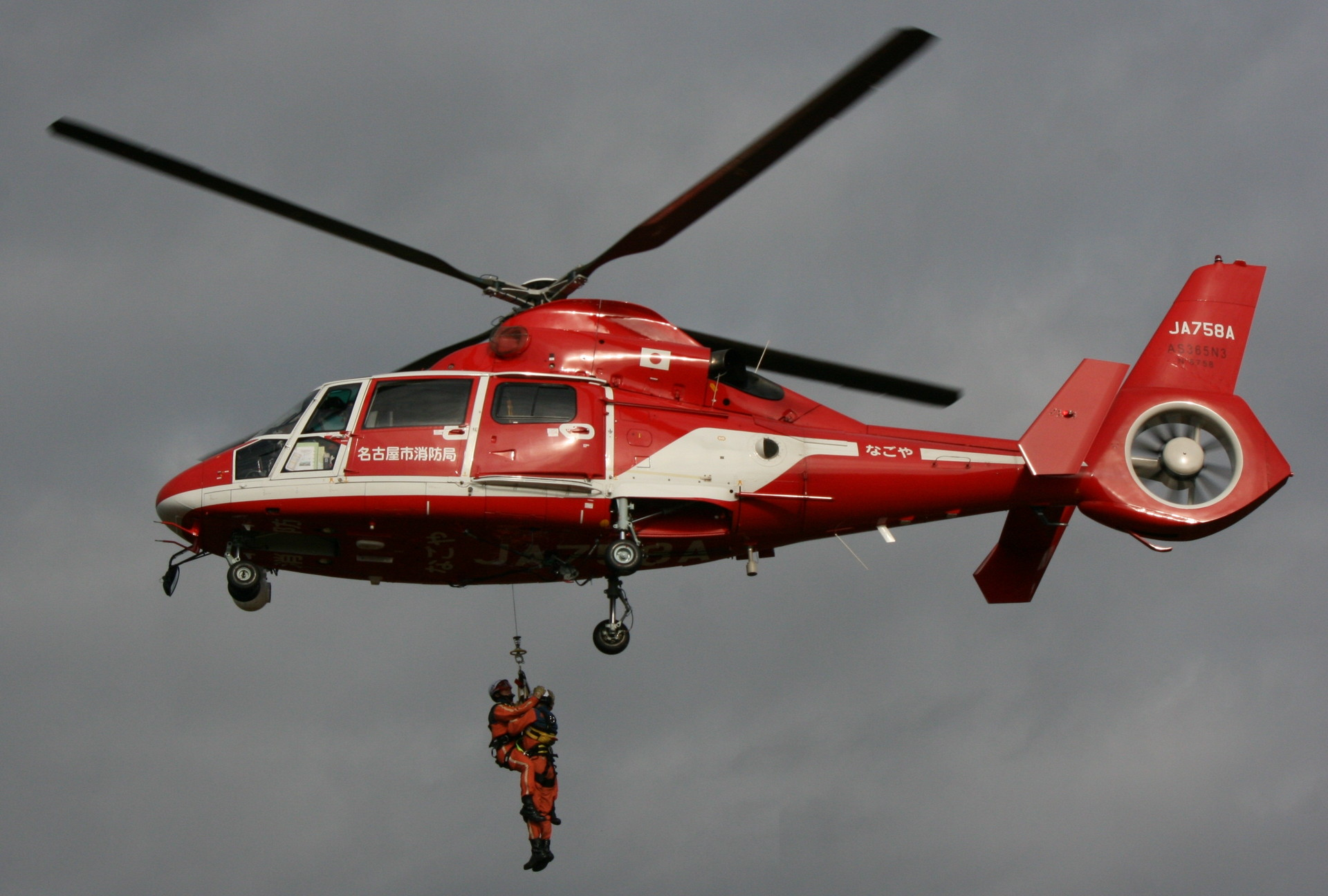
「なごや（現のぶなが）」AS365ドーファン
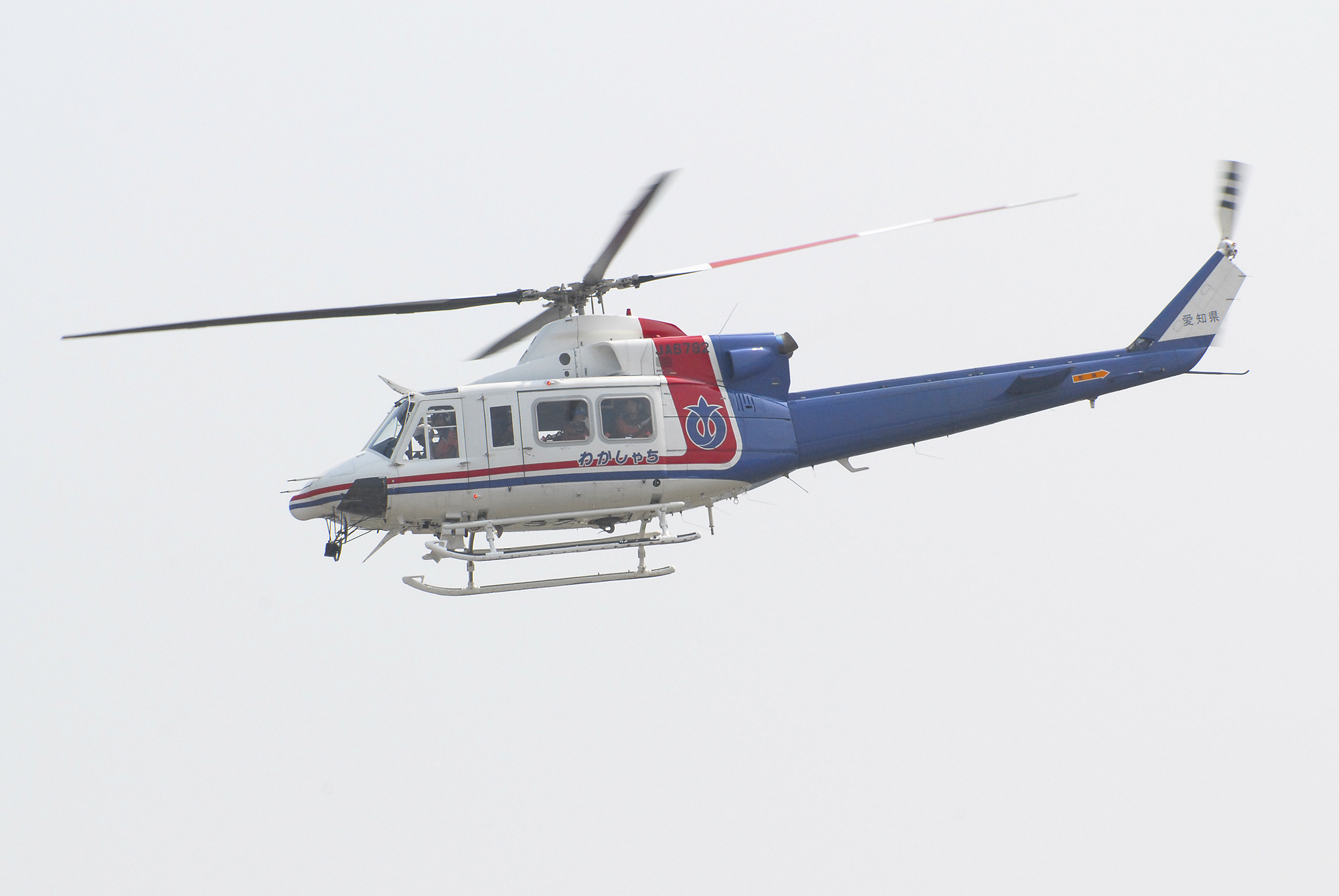
「わかしゃち」　ベル 412※愛知県防災航空隊時代に撮影

### 消防署
消防署は2020年（令和2年）1月17日時点で市内に16ヶ所あり、出張所は44ヶ所。
| 消防署     | 住所                 | 画像 | 出張所 (★印は救急隊のある出張所) (◎印は救助隊のある出張所)                                                                 |
| ---------- | -------------------- | ---- | --- |
| 千種消防署 | 千種区希望ケ丘2-6-21 |      | ★◎覚王山：千種区覚王山通9-31 吹上：千種区吹上2-5-11 東山：千種区東山通2-19                                                 |
| 東消防署   | 東区筒井1-8-30       |      | ★◎富士塚：東区泉1-9-24 矢田：東区矢田南4-2-1                                                                               |
| 北消防署   | 北区萩野通2-1        |      | ★◎楠：北区楠2-965 飯田：北区芦辺町3-4                                                                                      |
| 西消防署   | 西区児玉2-25-22      |      | ★山田：西区八筋町56 ◎大野木：西区大野木5-10 押切：西区天神山町1-24                                                         |
| 中村消防署 | 中村区大宮町1-53     |      | 日比津：中村区高道町5-2-18 ★椿：中村区則武2-1-21 ★◎岩塚：中村区剣町158                                                     |
| 中消防署   | 中区栄1-23-13        |      | ★老松：中区新栄1-46-12 ◎橘：中区橘1-22-15                                                                                  |
| 昭和消防署 | 昭和区御器所通2-16-1 |      | ★◎八事：昭和区花見通3-29 白金：昭和区福江2-8-11                                                                            |
| 瑞穂消防署 | 瑞穂区北原町3-17     |      | ★◎堀田：瑞穂区塩入町13-11                                                                                                  |
| 熱田消防署 | 熱田区高蔵町4-9      |      | ★◎船方：熱田区一番2-42-2                                                                                                   |
| 中川消防署 | 中川区高畑1-224      |      | ★日置：中川区福住町6-39 尾頭橋：中川区尾頭橋1-1-41 ◎下之一色：中川区一色新町3-105 ★富田：中川区東春田2-41                  |
| 港消防署   | 港区千鳥1-11-19      |      | ★東海橋：港区川西通2-6 ★稲永：港区野跡1-1-9 ★南陽：港区春田野2-2904 ★ ◎荒子川：港区善進本町72-2 東築地：港区昭和町13       |
| 南消防署   | 南区桜本町24         |      | 道徳：南区泉楽通1-8 ★大同：南区大同町3-4-2 大江：南区加福本通1-11 ◎星崎：南区鳴尾1-79                                      |
| 守山消防署 | 守山区西新11-8       |      | ★守西：守山区鳥羽見2-20-12 ★志段味：守山区大字下志段味字長廻間2280-12 ◎大森：守山区大森1-2016                              |
| 緑消防署   | 緑区滝ノ水4-2007     |      | ★大高：緑区大高町字下塩田41-1 ★◎徳重：緑区熊の前1-203 鳴海：緑区鳴海町字乙子山85-11 ★有松：緑区有松町大字桶狭間字生山48-27 |
| 名東消防署 | 名東区野間町40       |      | ★◎猪子石：名東区香流1-1112 ★豊が丘：名東区豊が丘802 星ヶ丘：名東区名東本町162                                              |
| 天白消防署 | 天白区原5-2506       |      | ★◎植田：天白区焼山1-807 島田：天白区島田3-301                                                                              |

## 特別消防救助隊
「ハイパーレスキューNAGOYA」と呼ばれ特別な対応を要する災害に関する警防業務を行う。特別高度救助隊に相当。
| 特別消防救助隊 （★印は救急隊のある特別消防隊） | 住所                 | 画像 | 任務                                          |
| ---------------------------------------------- | -------------------- | ---- | --------------------------------------------- |
| ★第一方面隊※2                                  | 中川区太平通3-39     |      | 震災及び水難救助対応                          |
| ★第二方面隊※1※2                                | 西区那古野2-26-16    |      | 低所災害及び地下災害対応                      |
| ★第三方面隊※1                                  | 北区上飯田南町4-1-11 |      | 高所災害及び航空隊との連携                    |
| ★第四方面隊※1                                  | 瑞穂区田辺通5-9      |      | 車輌事故、鉄道事故など交通災害対応            |
| 第五方面隊                                     | 港区金城ふ頭1-1−3    |      | NBC災害及び船舶火災、石油コンビナート災害対応 |

※1   本部救急隊（MEDIC ONE NAGOYA）
※2 本部救急隊(Blue EIGHT)

## 消防航空隊
1973年（昭和48年）4月1日発足。県営名古屋空港内に配置され、2015年現在2機の消防ヘリコプターを運用している。
| 製造メーカー             | 機種     | 愛称               | 備考 | 画像 |
| ------------------------ | -------- | ------------------ | --- | ---- |
| シュド・アビアシオン     | SA316B   | なごや （JA9093）  | 1973年導入・1988年引退 1996年から2016年までかかみがはら航空宇宙科学博物館（現・岐阜かかみがはら航空宇宙博物館）にて展示 |      |
| アエロスパシアル         | SA365C1  | なごや2 （JA9557） | 1981年3月導入・1996年3月引退 名古屋市港防災センターにてコクピットおよびエンジンを展示                                   |      |
| アエロスパシアル         | SA365N1  | なごや （JA9693）  | 1988年導入・1996年引退                                                                                                  |      |
| アエロスパシアル         | SA365N2  | ひでよし（JA6779） | 1996年3月導入・2015年引退。 公募により2014年（平成26年）9月に「なごや2」から「ひでよし」に改名。                        |      |
| アエロスパシアル         | SA365N3  | のぶなが（JA758A） | 2007年5月導入。 公募により2014年（平成26年）9月に「なごや」から「のぶなが」に改名。                                     |      |
| エアバス・ヘリコプターズ | AS365N3+ | ひでよし（JA08AR） | 2015年導入 |      |

## 消防学校
- 名古屋市消防学校：消防吏員の教育を行う。
  - 住所：愛知県名古屋市守山区大字下志段味字長廻間2280-12

## 消防音楽隊
消防音楽隊として1958年（昭和33年）に名古屋市消防音楽隊を発足、1987年（昭和62年）にはカラーガードとしてリリーエンゼルスが結成され、名古屋市の行事や各種イベントへの演奏出場を行なって防災についてのPR活動を行なっている。また、自主演奏会として「キラッ都ブラスコンサート」を、愛知県警察音楽隊と陸上自衛隊第10音楽隊との合同演奏会として「トライアングルコンサート」を実施している。
2016年4月1日よりポッカサッポロフード&ビバレッジが命名権を取得、「ポッカレモン消防音楽隊」の名称を使用している。

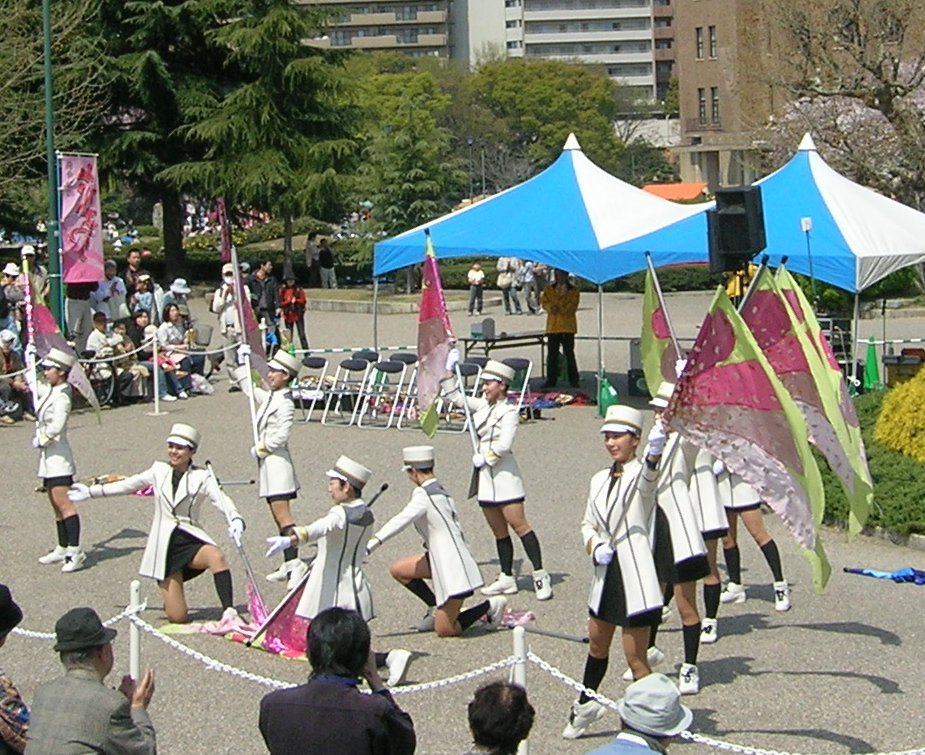
リリーエンゼルス

## 防災指令センター
名古屋市消防局の消防指令業務は名古屋市消防局防災指令センターが担っている。2025年4月からは津島市、蟹江町、あま市、大治町、弥富市、飛島村、愛西市、瀬戸市及び尾張旭市の消防指令業務も受託している。